# Bothriechis aurifer
Bothriechis aurifer  (лат.) — вид ямкоголовых змей, обитающий на востоке мексиканского штата Чьяпас и на севере Гватемалы.
Длина тела около 70 см, иногда более 1 м. Окраска ярко-зелёного цвета, часто с голубоватым оттенком, с чёрными пятнами. Брюхо немного светлее, жёлтое.
Обитает в горных дождевых лесах, дубовых рощах. Иногда встречается во вторичных лесах и на плантациях.

## Синонимы
- Thamnocenchris aurifer Slavin, 1860
- Bothriechis aurifera Cope, 1871
- B[othrops (Bothriechis)]. aurifer Müller, 1877
- Lachesis aurifera Boulenger, 1896
- Trimeresurus aurifer Mocquard, 1909
- Bothrops nigroviridis aurifera Barbour & Loveridge, 1929
- Trimeresurus nigroviridis aurifer H.M. Smith, 1941
- Bothrops nigroviridis aurifer H.M. Smith & Taylor, 1945
- B[othriechis]. aurifera aurifera Juliá & Verela, 1978
- Bothriechis aurifer Campbell & Lamar, 1989[1]